# Fantasia (programa de televisão)
Fantasia foi um programa de televisão brasileiro apresentado por várias modelos no SBT, que estreou em 1997. Baseado no programa italiano Non è la RAI, o programa ficou conhecido por revelar várias personalidades da mídia brasileira.

## História
- 1ª Temporada (1997–1998)

A primeira temporada, e a de mais sucesso, teve sua estreia em 1 de dezembro de 1997, às 16h30. Foi comandado por Adriana Colin, Débora Rodrigues, Jackeline Petkovic e Valéria Balbi e dirigido por Paulo Santoro. O formato do programa simples, colorido, interativo, divertido, com lindas garotas e músicas agradou muito o público, dobrou a audiência do SBT no horário entre 16h30 e 18h30 e tirou o jornal Aqui Agora do ar.
Em sua estreia, o Fantasia era dividido em nove blocos, as apresentadoras se revezavam nas brincadeiras e no intervalo de cada uma, as garotas cantavam e dançavam músicas em karaokê sucessos da época. Adriana Colin apresentava as Palavras Cruzadas (duas vezes em cada programa) e o Para Bola. Valeria Balbi apresentava a brincadeira Na Boca do Forno, o Jogo das Cores e o Fique de Olho. Jackeline Petkovic apresentava os quadros infantis Jogo da Memória e Batalha Naval, além do Sete e Meio (Jogo das Cartas). Débora Rodrigues inicialmente apresentava o Quem Sabe Ganha em todos os blocos, posteriormente apresentou o Para Bola, Fique de Olho e o Sete e Meio, sempre interagindo bastante com as garotas e o telespectador.
Com praticamente um mês de programa o Fantasia ganhou mais tempo no ar devido ao enorme sucesso. Em março de 1998, Valéria Balbi saiu do programa para apresentar um telejornal na emissora e as então dançarinas Amanda Françozo e Tânia Mara fizeram testes e evoluíram para apresentadoras. Esta época também o Fantasia ganhou mais brincadeiras (Revelando, Diga Diga, Mais ou Menos, As Cinco mais Votadas, Jogo das Seis Pistas, Jogo da Velha, Qual é a Palavra e Qual é o Preço) e novas garotas entraram no grupo de bailarinas do programa.
Em junho, o programa ficou sendo exibido à noite devido à transmissão da Copa do Mundo FIFA de 1998 pelo SBT e, nessa fase, o programa incluiu atrações musicais de artistas famosos em meio aos jogos por telefone. Voltou ao horário das tardes no mês seguinte, mas ficou no ar até 15 de agosto de 1998, sendo substituído pelo Festival de Desenhos e pelo seriado Chaves. O anúncio oficial do cancelamento só ocorreu um dia antes, durante uma transmissão de uma prova de IndyCar, visto que, desde o mês de abril, o programa não conquistava índices satisfatórios para o SBT.
Algumas das apresentadoras continuaram no SBT, a exemplo de Jackeline Petkovic que foi para o Bom Dia & Companhia, substituindo Eliana, que à época assinou contrato com a Rede Record.
- 2ª Temporada (1998–1999) Fantasia com Carla Perez

Em 1 de novembro de 1998, o programa passou a ser apresentado aos domingos, ao meio-dia, por Carla Perez. Nessa temporada, poucas vezes as meninas cantavam no karaokê e ao contrário da temporada anterior, o programa recebia convidados.
No dia da estreia, Fantasia com Carla Perez registrou 15 pontos de Ibope, chegando a incomodar a audiência de programas da Rede Globo como A Turma do Didi e Planeta Xuxa. O programa teve algumas alterações, mas manteve as atrações musicais. Carla Perez dançava ao lado de seus convidados, aproveitando o auge do pagode baiano. O programa novamente saiu do ar em 25 de julho de 1999, devido a baixa audiência, o programa normalmente perdia audiência para o Planeta Xuxa. Esta fase do programa é considerada a mais marcante por causa das gafes da apresentadora Carla Perez. Mais tarde, apresentaria outro programa na grade da emissora: o Canta e Dança, Minha Gente.
- 3ª Temporada (2000)

Em 8 de janeiro de 2000, o programa volta a ser exibido, agora aos sábados, das 14h15 às 19h20, com a apresentação de Celso Portiolli, Márcia Goldschmidt, Christina Rocha, Otávio Mesquita e Lu Barsoti.
Essa fase ressuscitou as brincadeiras com crianças do extinto programa Domingo no Parque: Bebê no Cadeirão e Prova do Macarrão, apresentadas por Celso Portiolli, no entanto o programa ainda conservava o mesmo cenário, algumas das dançarinas de apoio e além das atrações musicais. Dia 29 de abril Otávio Mesquita apresenta pela última vez o programa, e no programa seguinte ele acaba invadindo o programa para se despedir do programa e da emissora. Dias depois  Márcia Goldschmidt também deixa o comando do programa ficando apenas Celso e Lu como fixos e Christina apresentando um sábado sim e outro não. O programa saiu mais uma vez da grade do SBT em 10 de junho do mesmo ano e sendo substituído pelo Festival de Filmes e Festival de Desenhos.
- 4ª Temporada (2007–2008)

Em 30 de outubro de 2007, uma terça-feira, o programa volta ao ar da 1h às 3h, sendo apresentado por Helen Ganzarolli, Caco Rodrigues e Luiz Bacci. No segundo dia do programa, Bacci já havia deixado a apresentação e passou a se dedicar ao novo Aqui Agora ,o programa ficou no comando apenas de Helen e Caco.
Na quarta temporada, o formato continuou semelhante ao das temporadas anteriores. A principal mudança foi a redução da quantidade de meninas (o número caiu de 75 para 35 garotas) e as roupas das mesmas (na primeira temporada, elas vestiam shorts e camisetas coloridas; na quarta temporada, elas vestiam biquínis e maiôs, o que tinha um ar de ousadia).
Na temporada de verão de 2007–2008, entre 24 de dezembro e 12 de janeiro, devido às festas de fim de ano, o programa foi exibido durante as tardes da emissora, às 15h00, chegando a ter sua duração diminuída em uma hora, voltando a ser apresentado nas madrugadas em 14 de janeiro, com sua duração normal de duas horas.
No programa da madrugada de 9 de março de 2008, foi anunciado o novo horário do programa para as 14 horas na segunda-feira 10 de março de 2008, colocando o programa Charme, apresentado por Adriane Galisteu, para o horário da 1 hora às 3 horas, antigo horário do Fantasia. Porém nove dias depois, o programa sai definitivamente da grade de programação do SBT, dando lugar a volta do Cinema em Casa que exibia filmes durante o horário do mesmo. O programa Charme também foi retirado do ar na mesma data. A 4ª temporada do programa Fantasia foi exibida pela última vez no dia 17 de março de 2008, uma segunda-feira, estava tudo pronto pra começar o programa mas foram avisados que não ia voltar ao ar e de última hora foi substituído pela volta do Cinema em Casa e depois nunca mais voltou à grade de programação. Segundo o Caco Rodrigues quando foi questionado por uma página de fãs do programa no Instagram ele diz que "Por ser um programa de prêmios para permanecer no ar, ele precisa de uma autorização especial de Brasília e na época Brasília não renovou a concessão".

## Equipe
Direção
- Paulo Santoro (1997–2000)
- Caco Rodrigues (2007–2008)

Apresentadores
| Débora Rodrigues   |
| Adriana Colin      |
| Jackeline Petkovic |
| Valéria Balbi      |
| Amanda Françozo    |
| Tânia Mara         |
| Carla Perez        |
| Celso Portiolli    |
| Márcia Goldschmidt |
| Christina Rocha    |
| Otávio Mesquita    |
| Lu Barsoti         |
| Helen Ganzarolli   |
| Caco Rodrigues     |
| Luiz Bacci         |

## Jogos e brincadeiras
- As Cinco mais Votadas
- Bebê no Cadeirão
- Jogo das Seis Pistas
- Jogo do Mais ou Menos
- Prova do Macarrão
- Qual é a Palavra?
- Qual é o Preço?
- Quem Sabe Ganha
- Sete e Meio
- Balão Numerado
- Batalha Naval
- Bingo
- Datas Especiais/Saque Rápido
- Diga-Diga
- Fique de Olho
- Jogo da Memória
- Jogo da Velha
- Jogo das Cartas
- Jogo das Cores
- Jogo do Dado
- Jogo dos Naipes
- Na Boca do Forno
- Palavras Cruzadas
- Para a Bola
- Prova da Bexiga
- Prova da Bexiga Premiada
- Prova da Tartaruga
- Revelando

## Pane na telefonia
Por dois dias consecutivos, exatamente na semana estreia da primeira versão em dezembro de 1997, o excesso de chamadas para o programa derrubou o sistema telefônico da cidade de São Paulo por cerca de meia hora. O número de telefonemas foi tão grande que a direção do programa chegou a pedir que os telespectadores suspendessem as ligações: chegou a ter mais de 3 milhões de pessoas ligando de uma vez só. A Telesp responsabilizou a emissora pelas duas panes no sistema.

## Fantasia no +SBT
O programa está disponível de forma gratuita no serviço de streaming gratuito do SBT, o +SBT. Desde a fase de testes no catálogo continha somente as dez primeiras edições da temporada 1998 com Carla Perez e apenas duas primeiras edições da temporada 1997, já a temporada 2000 e foi exibido de maneira temporária no extinto canal fast +Saudade dentro do especial "Revezamento de Férias" junto com o Programa Livre e o TV Animal, já a temporada 2007 foi exibido logo após o fim das exibições da temporada 2000, mudou de horário, deixou de ser diário para ser semanal, mas com o fim do canal +Saudade a exibição foi cancelada. Agora em 21 de agosto de 2025 em comemoração aos 44 anos do SBT, a temporada 97 entrará de vez no catálogo do +SBT, o anúncio foi feito no dia primeiro de agosto no Instagram oficial do plataforma. Com o anúncio da chegada da temporada 97, fãs ficaram eufóricos com a notícia e comemoraram.